# Hannah Kent
Hannah Kent (nascida em 1985) é escritora e autora australiana. 

## Carreira
Em 2010, Kent co-fundou a revista literária australiana Kill Your Darlings.
Em 2011, ganhou o prêmio de manuscrito não publicado Writing Australia Unpublished por seu romance Burial Rites.
Um documentário sobre as experiências de Kent na Islândia e a escrita de Burial Rites foi exibido na ABC1 como um episódio da Australian Story intitulado 'No More Than a Ghost', em 1 de julho de 2013.
Ela está concluindo seu doutorado em escrita criativa na Flinders University.

## Burial Rites
Publicado em maio de 2013, o Burial Rites conta a história de Agnes Magnúsdóttir, uma serva no norte da Islândia que foi condenada à morte após o assassinato de dois homens, um dos quais era seu empregador, e se tornou a última mulher executada na Islândia. Kent sentiu-se atraída pela ideia de escrever sua história depois de uma visita ao local da execução da mulher em uma área solitária da Islândia, perto de onde ficou por algum tempo como estudante do Rotary aos 18 anos. O romance cria uma imagem mais ambígua e compreensiva da vida de uma mulher amplamente considerada na opinião popular como "uma bruxa desumana, provocando assassinatos". Foi traduzido para trinta idiomas.
Em 2017, foi confirmado que Jennifer Lawrence faria o papel de Agnes Magnúsdóttir em uma adaptação cinematográfica.

## The Good People
O segundo romance de Kent, The Good People (2016), se passa em County Kerry, na Irlanda, em 1825. É a história de luta da viúva em encontrar uma cura para o neto, que foi atingido por uma misteriosa incapacidade de falar e que é temido por outros nesta comunidade supersticiosa.
The Good People foi traduzido para dez idiomas. 

## Prêmios e reconhecimento
The Good People (2016)
Pré-selecionado para o Prêmio de Livros de Ficção da Universidade de Queensland 2017.
Pré-selecionado para o Prêmio de Leituras de Nova Ficção Australiana 2017.
Finalista para o Prêmio Walter Scott de Ficção Histórica (Reino Unido) 2017.
Pré-selecionado para o Indie Books Award de Ficção Literária 2017.
Selecionado para o Prêmio ABIA de Livro de Ficção Literária do Ano 2017.
Burial Rites (2013)
Vencedor do Prix Critiqueslibres Decouvrir Étranger 2017.
Vencedor do livro de ficção literária ABIA do ano de 2014.
Vencedor do Davitt Awards Melhor Estréia Novel 2014.
Vencedor do Davitt Awards Reader's Choice 2014.
Vencedor do Prêmio ABA Nielsen Bookdata Bookseller's Choice 2014.
Vencedor do Prêmio Booktopia People's Choice 2014.
Vencedor do FAW Christina Stead Award 2013.
Vencedor da ficção de estréia do Indie Awards do ano 2014.
Vencedor do People's Choice Award 2014 do Victorian Premier's Literary Awards.
Vencedor do SMH Best Young Romanelist Australian 2014.
Selecionado para o International IMPAC Dublin Literary Award 2015.
Pré-selecionado para o Prêmio Literário Voss 2014.
Selecionado para o Autor Internacional do Ano do National Book Awards 2014.
Pré-selecionado para o Prêmio Stella 2014.
Selecionado para o Prêmio Baileys de ficção feminina 2014.
Pré-selecionado para o Prêmio de Ficção Premier do Victorian de 2014.
Pré-selecionado para a ALS Gold Medal 2014.
Finalista para o Guardian First Book Award 2013.
 

Selecionado para o NIB Waverley Award for Literature 2013.